# Samtgemeinde Nordhümmling
De Samtgemeinde Nordhümmling is een samenwerkingsverband in het Landkreis Emsland in  Nedersaksen. Het samenwerkingsverband is opgericht vanwege een bestuurshervorming en een gemeentelijke herindeling in 1973. De hoofdplaats, tevens zetel van het bestuur der Samtgemeinde,  is Esterwegen. De Samtgemeinde heeft een oppervlakte van 142,63 km².

## Indeling van de gemeente
De Samtgemeinde bestaat uit vijf deelnemende gemeenten (Mitgliedsgemeinden):
|  | 1. Bockhorst (945) 2. Breddenberg (813), gelegen aan de beek Ohe 3. Esterwegen (incl. Lattensberg, ten Z. van het hoofddorp: 5.421) 4. Hilkenbrook (787) 5. Surwold (inclusief Börgerwald en het noordelijker Börgermoor: 4.273) |

Tussen haakjes het aantal inwoners per 31 december 2020. Totaal gehele Samtgemeinde: 12.239 inwoners. Bron: een door de Duitse Wikipedia geraadpleegde statistiek van de deelstaat Nedersaksen.

## Ligging, verkeer, vervoer
Nordhümmling heet naar de ligging aan de noordrand van de Hümmling, een grotendeels beboste stuwwal die 20-50 meter boven de rest van de, nog steeds grotendeels met hoogveen bedekte, streek uitrijst. Het landschap doet er, mede vanwege de in o.a. Surwold aanwezige hunebedden,  sterk aan de Nederlandse provincie Drenthe denken.  

### Buurgemeenten
Nordhümmling grenst in het noorden aan het district Leer. Verder grenst de Samtgemeinde in het westen aan de stad Papenburg en de Samtgemeinde Dörpen en in het zuiden aan de Samtgemeinden Sögel en Werlte en in het oosten aan het district Cloppenburg.

### Verkeer
De Bundesstraße 401 en het daaraan parallel lopende Küstenkanal doorsnijden de Santgemeinde van west naar oost.
In de gemeente, bij het gehucht Börgermoor, 4 km ten noorden van Surwold, kruist de B401 een belangrijke provinciale weg, die noordwaarts naar Papenburg leidt, en die zuidwaarts via Surwold, Börger en Sögel naar Haselünne leidt.
Dicht bij het westelijk uiteinde van de B 401 is afrit 17 van de dichtstbijzijnde autosnelweg, de Autobahn A31 Emden - Bottrop. De afstand tot de hierboven genoemde kruising bij Börgermoor is 18 km, de afstand tot het centrum van hoofdplaats Esterwegen is ca. 29 km.
Openbaar vervoer is beperkt tot streekbussen van en naar de omliggende stadjes, zoals Papenburg. De meeste van deze bussen rijden dan ook nog alleen maar van maandag t/m vrijdag in de spitsuren en zijn bedoeld voor scholieren- en studentenvervoer. Bezoekers van bijvoorbeeld het herdenkingscentrum van het vroegere concentratiekamp, die niet per eigen auto of fiets komen, of een georganiseerde busreis geboekt hebben, zijn vaak op taxivervoer vanaf een spoorwegstation aangewezen. 
De dichtstbijzijnde spoorweg is de spoorlijn Hamm - Emden met stations te Lathen en Papenburg, op 12–20 km afstand.
Aan het Küstenkanal zijn binnen de gemeente een kleine jachthaven en een kleine haven voor vrachtschepen ingericht.

## Bevolking
Met gemiddeld 85 inwoners per vierkante kilometer ligt het gemiddelde onder dat van het district Emsland (het gemiddelde is 108 inwoners per km²).

## Economie
Drie km ten noordwesten van Esterwegen, aan de B 401 en het kanaal, is een uitgestrekt terrein aangewezen als bedrijventerrein voor midden- en kleinbedrijf. Elders, verspreid in de Samtgemeinde, liggen nog ca. 8 kleinere bedrijventerreinen. De nijverheid in de gemeente is vooral aan de landbouw en de bouwnijverheid gerelateerd. Grote fabrieken ontbreken.
Verder is vooral de zuidelijke, tegen de Hümmling aan gesitueerde, helft van de gemeente, toeristisch ontwikkeld. 
Verspreid over de gehele gemeente zijn nog veel agrarische bedrijven te vinden. Tot 2036 is er ook nog (geleidelijk afnemende) turfwinning in de hoogvenen in de gemeente.
In de dienstensector is de katholieke instelling Jugendhilfe Johannesburg  (300 werknemers) vermeldenswaard. Ze werd in 1913 opgericht als gesticht voor jeugdige delinquenten. In de eerste 7 jaar na de Tweede Wereldoorlog kwamen hier misstanden, zoals seksueel misbruik en gedwongen arbeid in het veen onder slechte omstandigheden, regelmatig voor. Tewerkstelling in het veen bleef, zeker voor jongens vanaf ca. 18 jaar, wel gebruikelijk tot in de jaren 1970. Tegenwoordig is het een instelling voor kinderen en jongeren met psychische klachten, die aan moderne eisen van zorg voldoet. De instelling staat nabij Börgermoor, deelgemeente Surwold.

## Geschiedenis
In 1223 schonk Boudewijn, de toenmalige  graaf van Bentheim bezittingen in Hesterwede (Esterwegen) aan de Johannieters. Dezen bouwden er een klooster met kapel, dat echter niet lang bleef bestaan. Daarna kende Esterwegen een roerige geschiedenis. Het was een speelbal van allerlei lokale vorsten, bisschoppen en andere heren. Pas na ca. 1815 trad politieke stabiliteit in.
De eerste schriftelijke vermelding van de plaats Bockhorst stamt uit 1598. Breddenberg ontstond in 1788 als veenkolonie. Surwold is de in 1934 bedachte naam voor Börgermoor en Börgerwald, die teruggaat op Surbold, koning der Friezen en bondgenoot van Widukind in de strijd tegen Karel de Grote. Deze Surbold is echter puur een legende.

### DeEmslandlager(concentratie- en werkkampen uit de nazi-tijd)

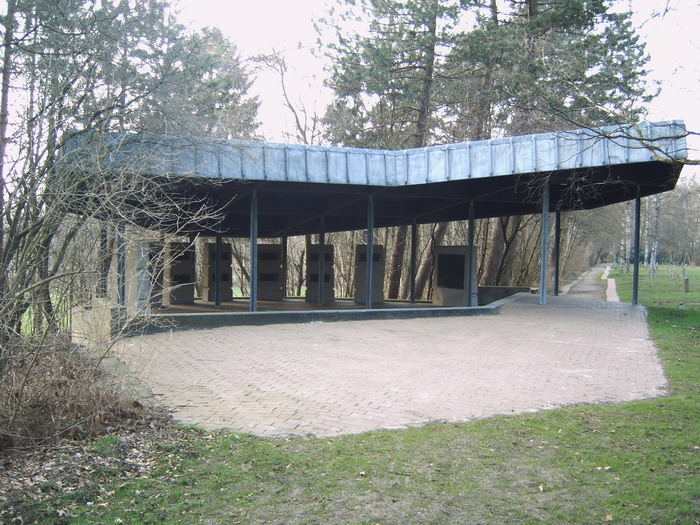
Open Gedenkhal op het oorlogskerkhof aan de B 401 bij Esterwegen
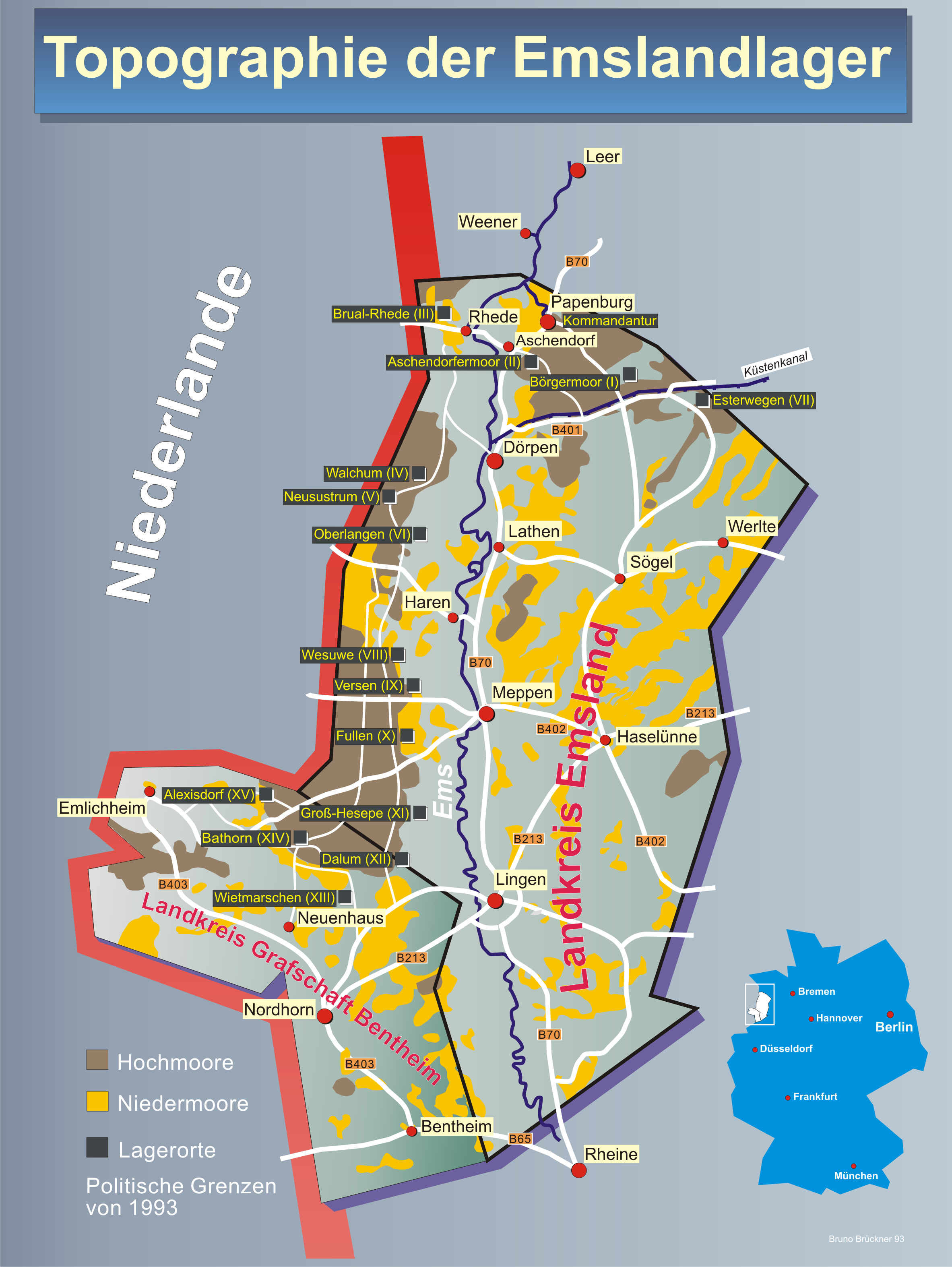
De ligging van de Emslandlager
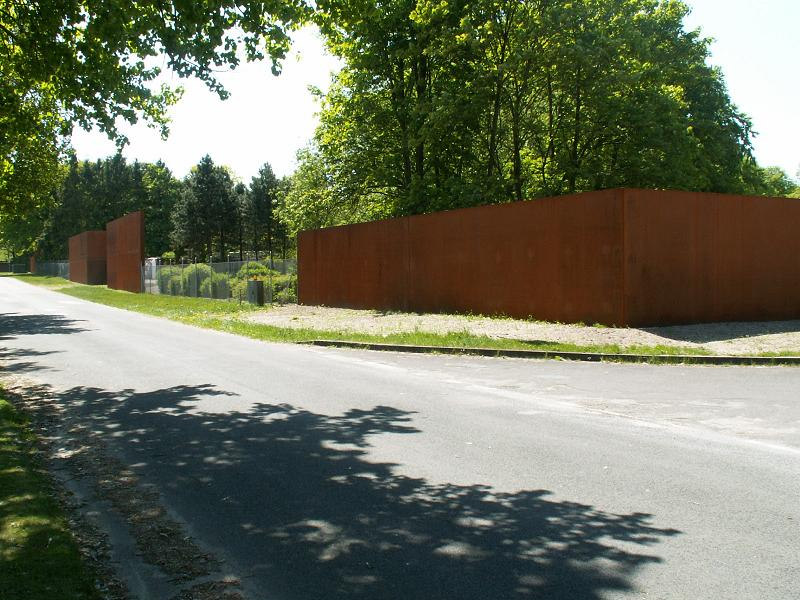
Buitenmuur (artistieke reconstructie) van voormalig Kamp Esterwegen
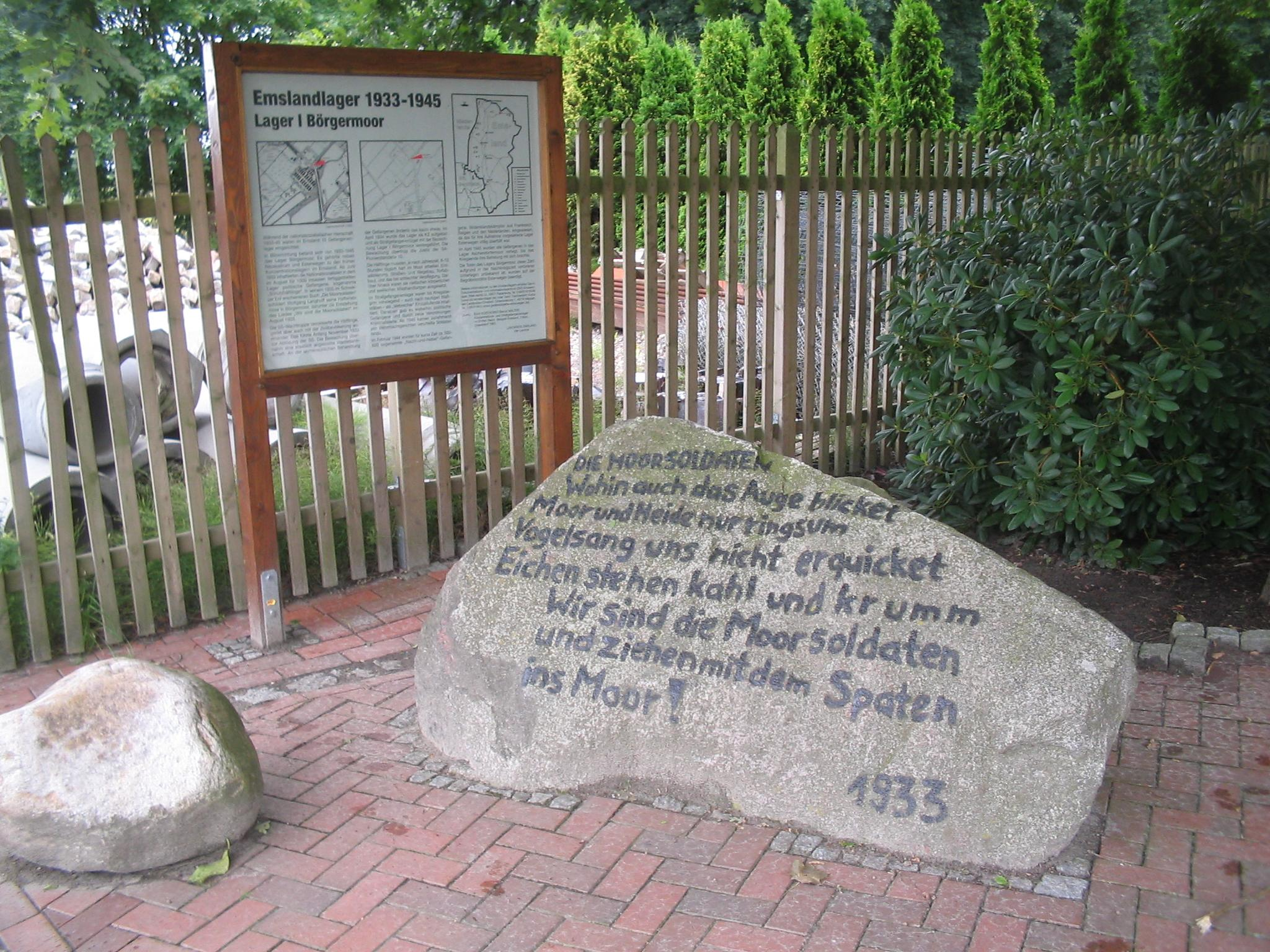
Gedenksteen Kamp Börgermoor met deel tekst Moorsoldatenlied
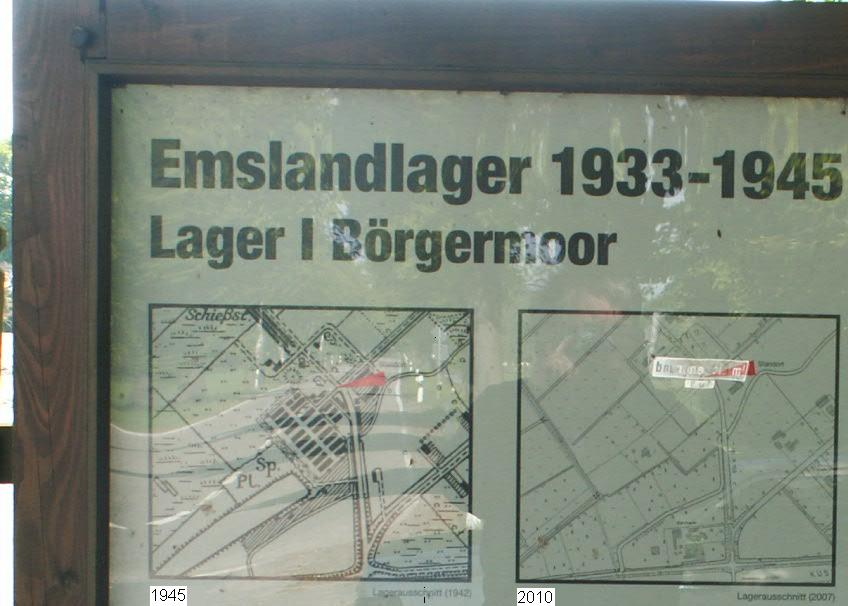
Plattegrond 1945 en 2010 Kamp Börgermoor
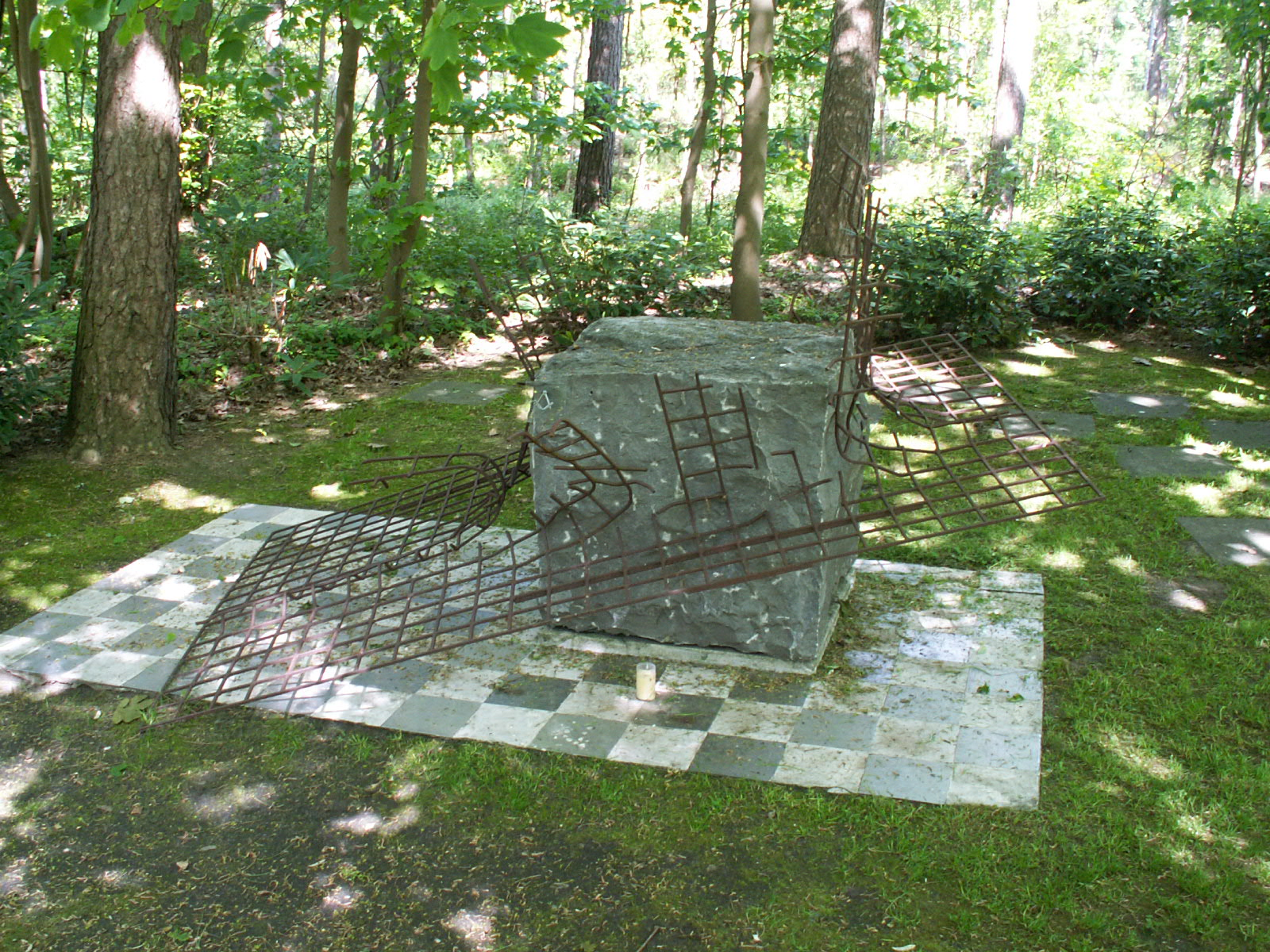
Monument vrijmetselaars Kamp Esterwegen

In de Tweede Wereldoorlog waren er binnen de gemeente enige van de vijftien beruchte Emslandlager gesitueerd. Dit waren in het Derde Rijk kampen, waar dwangarbeiders onder vaak onmenselijke omstandigheden en onder commando van soms uitzonderlijk wrede bewakers tewerkgesteld werden, en die daardoor soms het karakter van concentratiekampen kregen.
Zie:
- Kamp nr. 1: Kamp Börgermoor, hier moesten de dwangarbeiders, evenals in kamp 7 Esterwegen, zware arbeid in de turfwinning en de ontginning van hoogveen verrichten. In dit kamp is het bekende Moorsoldatenlied ontstaan.
- Kamp nr. 7: Kamp Esterwegen

Het voormalige Kamp Esterwegen, dat zich ten noorden van het gelijknamige dorp en 1 km ten zuiden van de B 401 en het Küstenkanal bevindt, huisvest de centrale herdenkingsplaats voor alle 15 Emslandlager. Er is sinds 2011 ook een bezoekerscentrum. De beroemde pacifist en journalist Carl von Ossietzky zat van 1934-1936 twee jaar in dit kamp gevangen.
Na de Tweede Wereldoorlog was Kamp Esterwegen, evenals Kamp Börgermoor tot 1947 onder Brits toezicht  als interneringskamp voor gewezen nazi's in gebruik, en daarna enige jaren als gevangenis. De gevangenen hoefden geen dwangarbeid te verrichten. Beide kampen werden in de jaren 1950 gesloopt. Op de locatie van Kamp Esterwegen heeft tot 1999 nog een opslagfaciliteit van de Bundeswehr gelegen. In 2011 werd de kamplocatie heringericht en voorzien van een bezoekerscentrum, en dient nu als  centrale gedenkplaats voor de slachtoffers van alle 15 Emslandlager.

## Cultuur, natuur en bezienswaardigheden

### Bezienswaardigheden
- De uit 1897 daterende, neogotische Johanneskerk is het enige voor 1900 ontstane bouwwerk in de Samtgemeinde.
- De meeste dorpen hebben een Heimathaus (kulturhus), soms met een oudheidkamer.

### Recreatie
- De gemeenten die deel uitmaken van de samtgemeinde zijn goed voorzien van fiets- en wandelpaden. Esterwegen en Surwold zijn vanwege de goede luchtkwaliteit Staatlich anerkannte Erholungsorte.
- Esterwegen heeft een Jeugdcamping aan het Erikameer, ten oostzuidoosten van het dorp Esterwegen, een ontmoetingspunt voor de jeugd en de jongvolwassenen, met o.a. een minigolfbaan.
- Direct ten noorden van het dorp Esterwegen is een wandelbos; ten noorden van dat bos ligt het voormalige concentratiekamp Esterwege; ten noorden van dit voormalige kamp ligt aan de B  401 een veengebied van bijna 1 km² waarin een Moorinfopfad (wandelpad met informatiepanelen erlangs) is uitgezet.
- In Surwold ligt een groot recreatiegebied, Surwold's Wald genaamd, dat 34 hectare groot is. Het is voorzien van o.a. een zwembad en een sprookjesbos.  Het is vooral gericht op gezinnen met kinderen tot ongeveer 12 jaar.
- Andere, kleinere en van minder faciliteiten voorziene, recreatieplassen zijn de Bockhorster See, tussen Surwold en Bockhorst, en de bovengenoemde Erikasee (het Erikameer).

### Esterweger Dose
Ten noorden van Esterwege en van de B 401 ligt een 8  km² groot hoogveengebied, de Esterweger Dose. In het terrein zijn beperkte excursiemogelijkheden ( "wandelen met de boswachter"). In het terrein bevindt zich een natuurobservatiepunt.

## Afbeeldingen

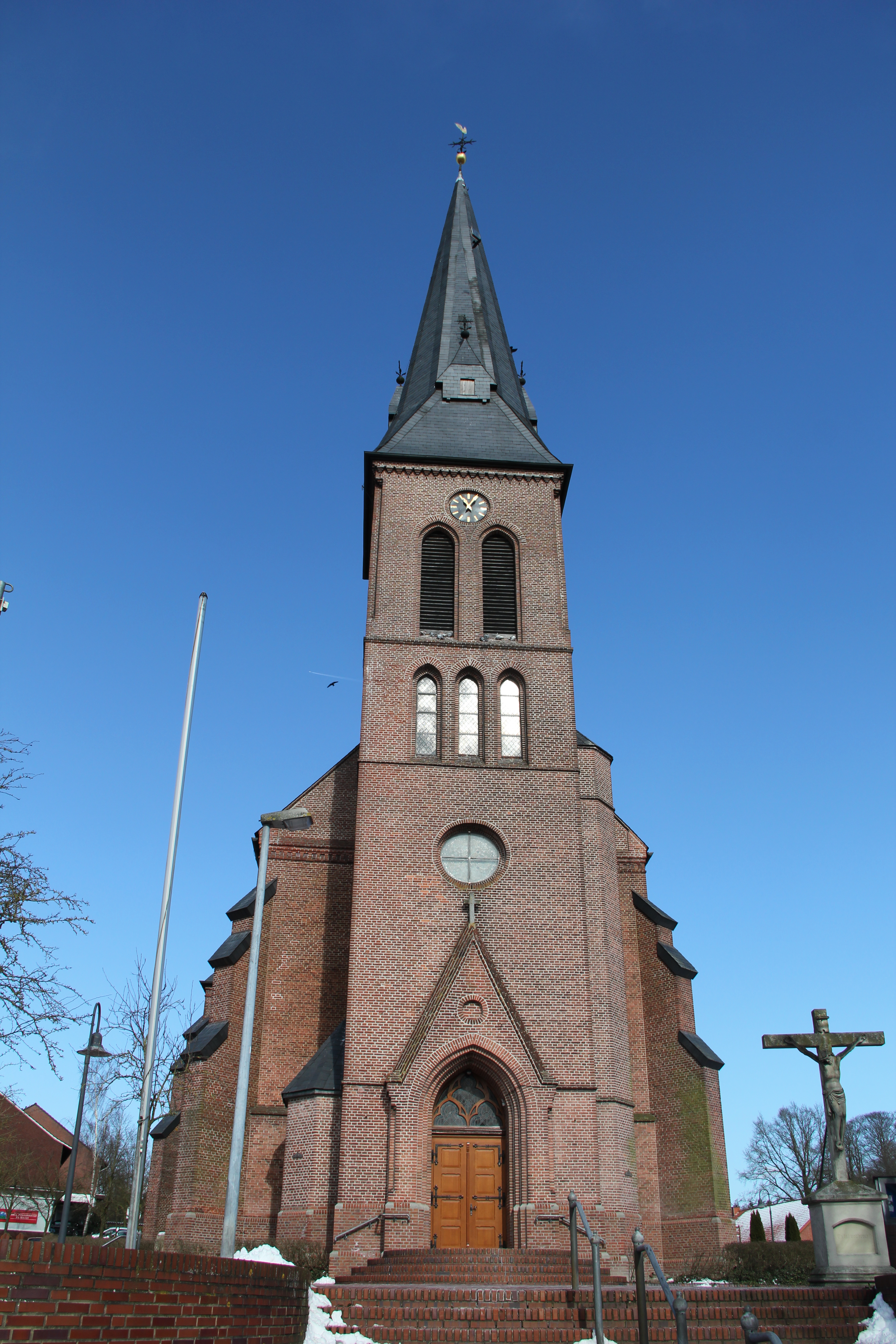
R.K. St. Johanneskerk Esterwegen
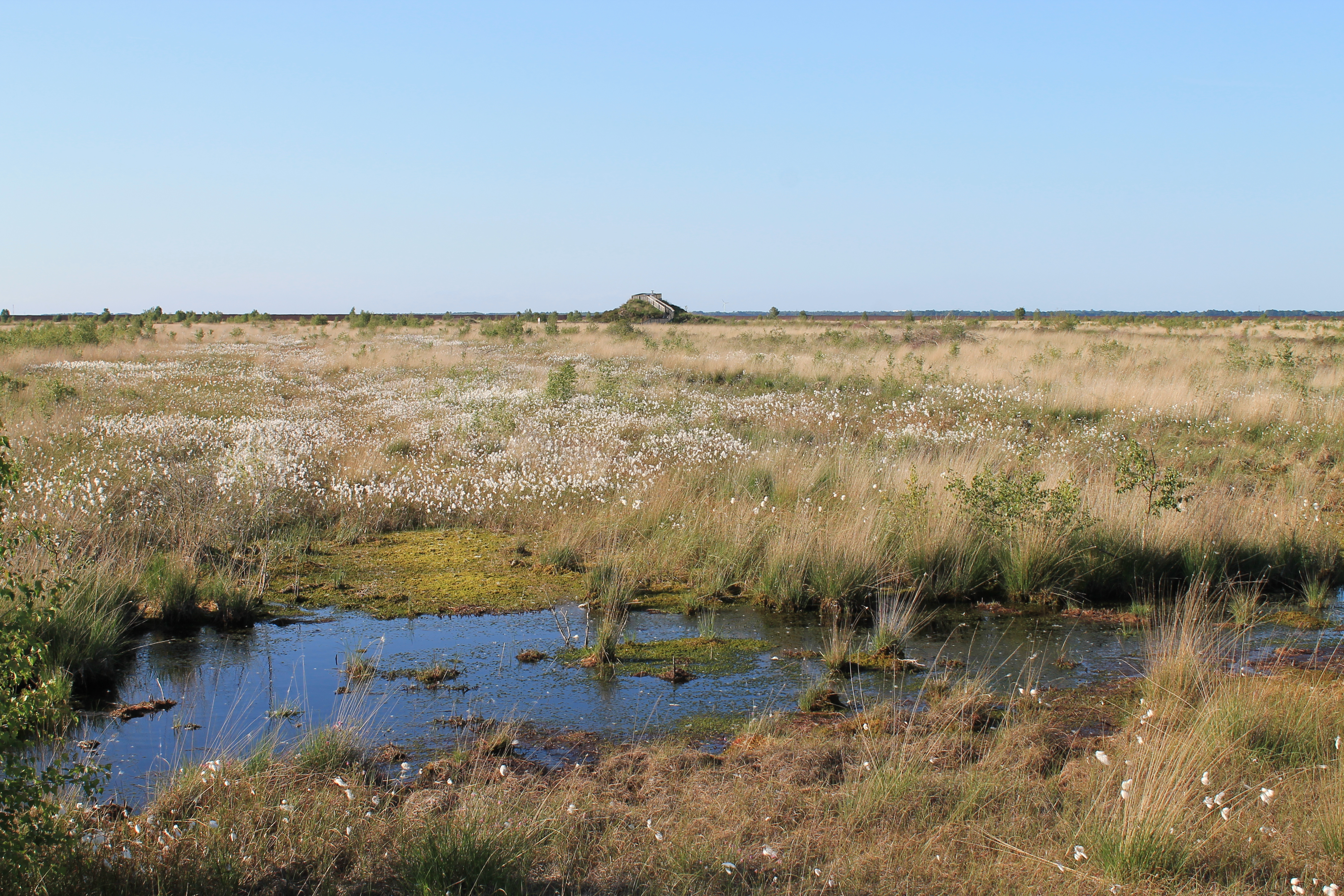
Boomloos hoogveen (Noord-Nedersaksisch dialect: Dose) in natuurreservaat Esterweger Dose
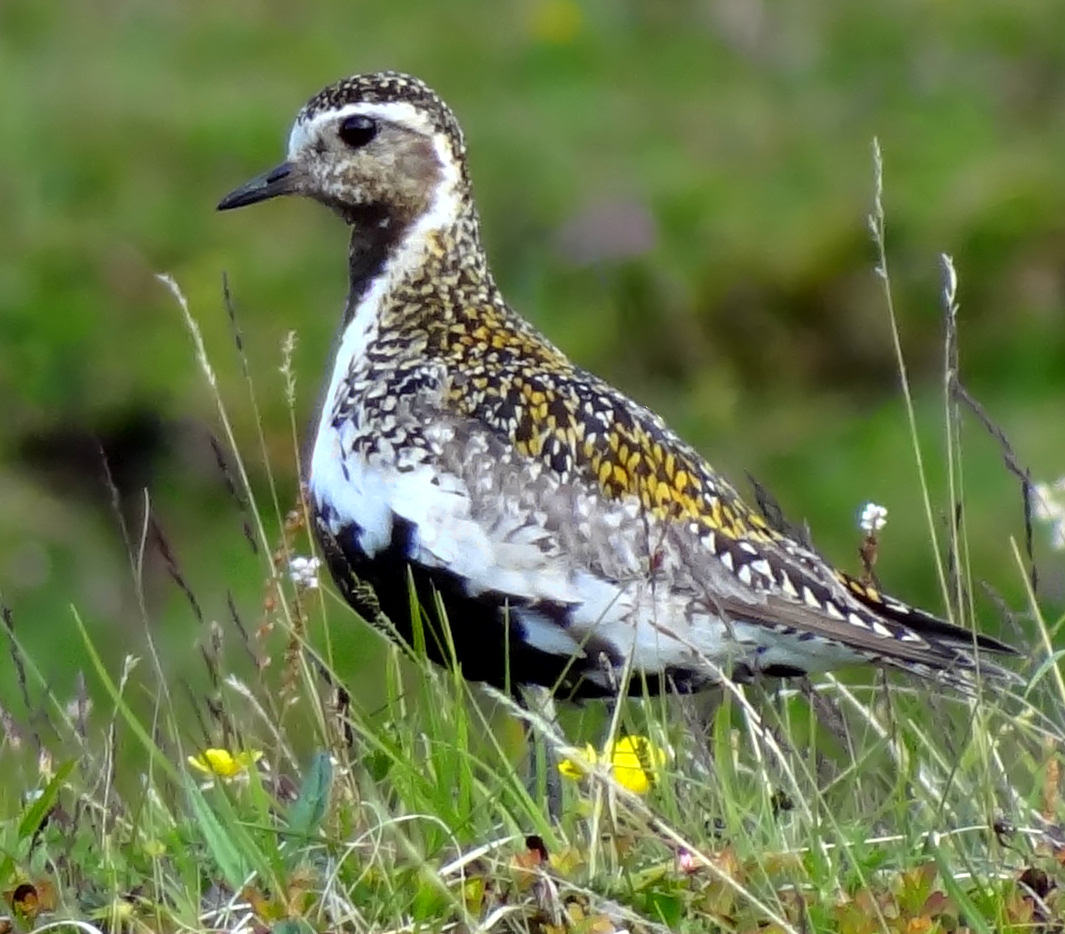
De goudplevier broedde tot plm. 2017 in het natuurreservaat Esterweger Dose
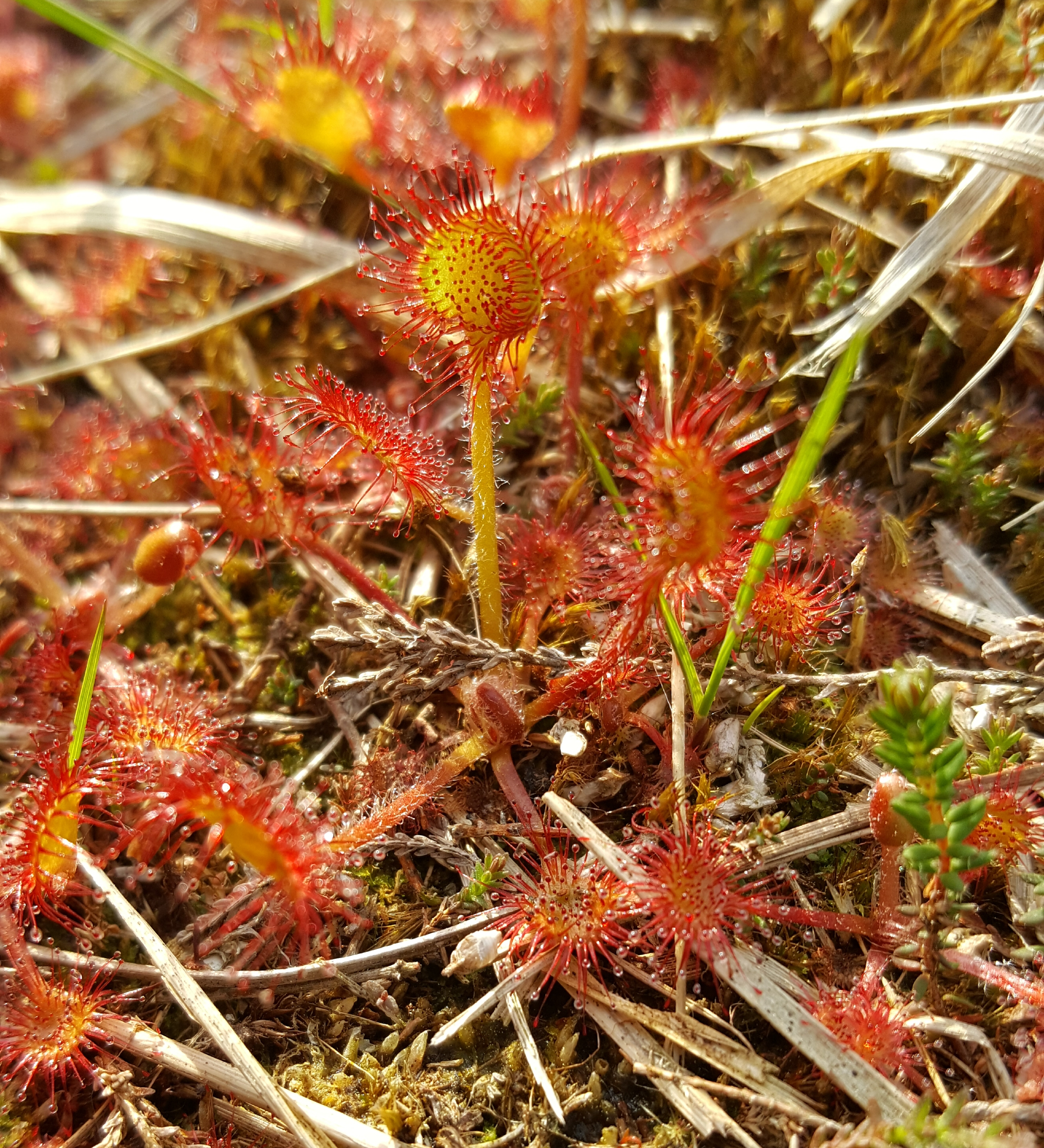
Ronde zonnedauw in de  Esterweger Dose
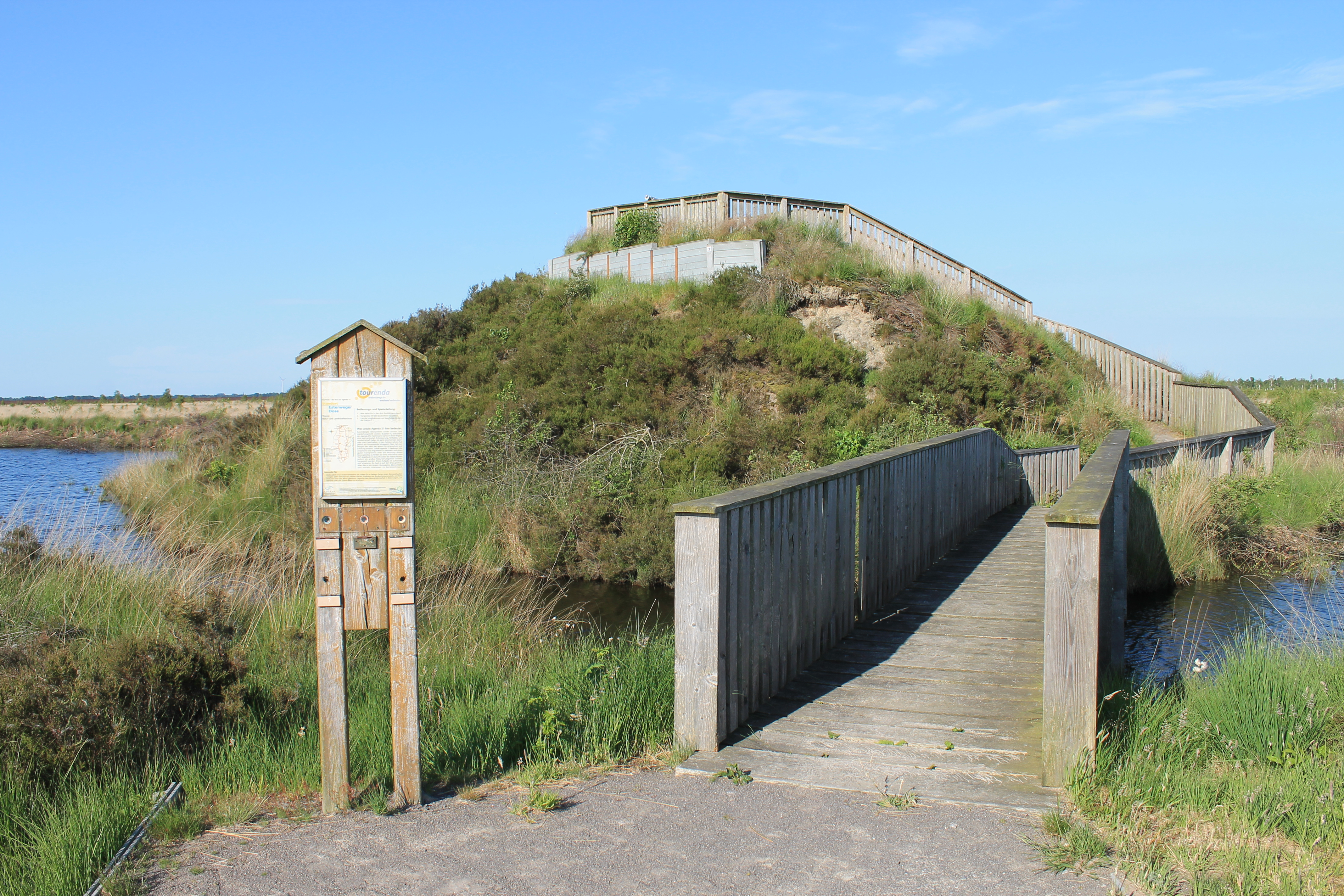
Uitkijkpunt Esterweger Dose

## Politiek
Het samenwerkingsverband kent een eigen burgemeester en een eigen raad. De burgemeester en de raad worden op verschillende tijdstippen rechtstreeks door de kiesgerechtigde bevolking gekozen.

### Raad
De Samtgemeinderat telt 30 zetels. De burgemeester heeft daarnaast ambtshalve zitting in de raad wat het totaal op 31 brengt.  De zetels zijn sedert de verkiezingen van september 2021 als volgt verdeeld:
| Partij                                 | Zetels |
| -------------------------------------- | ------ |
| CDU                                    | 18     |
| SPD                                    | 6      |
| Unabhängige Wählergemeinschaft (UWG)   | 4      |
| FDP                                    | 1      |
| Onafhankelijke kandidaat dhr. Hanneken | 1      |
| Burgemeester 1                         | 1      |

1 Ambtshalve

## Externe  link
- Gedenkstätte Esterwegen Herdenkingscentrum Kamp Esterwegen en de 14 andere Emslandlager